# Günther Weydt
Günther Philipp Wilhelm Weydt (* 2. Mai 1906 in Frankfurt am Main; † 18. Mai 2000 in Münster) war ein deutscher Germanist.

## Leben
Nach der Promotion an der Universität Frankfurt am Main am 26. September 1930 war er Assistent an der University of Aberdeen. Seit 1935 war er als Universitätsdozent an der Universität Bonn tätig, wo er 1943 eine außerplanmäßige Professur erhielt und 1959 zum Wissenschaftlichen Rat und Professor ernannt wurde. 1960 wurde er an die Universität Münster berufen. Von 1977 bis 1986 war er Gründungspräsident der Grimmelshausen-Gesellschaft.

## Schriften (Auswahl)
- Naturschilderung bei Annette von Droste-Hülshoff und Adalbert Stifter. Beiträge zum „Biedermeierstil“ in der Literatur des Neunzehnten Jahrhunderts. Berlin 1930, OCLC 85976055.
- Friedrich der Große und Möser. Zum Problem einer nationalen Kultur. Brüssel 1944.
- Die Einwirkung Englands auf die deutsche Literatur des Achtzehnten Jahrhunderts. Bad Oeynhausen 1948, OCLC 616527385
- Nachahmung und Schöpfung im Barock. Studien um Grimmelshausen. München 1968, OCLC 604095783.
- Hans Jacob Christoffel von Grimmelshausen. Stuttgart 1979, ISBN 3-476-12099-6.